# مشيخة الضبي
الضُبي أو مشيخة الضُبي ، كانت مشيخة صغيرة في محمية عدن التابعة للإمبراطورية البريطانية. تقع الضُبي بين مشيخة الموسطة في جنوب غرب البلاد، مشيخة الحضرمي في شمال شرق البلاد، سلطنة يافع السفلى في الجنوب و سلطنة يافع العليا في الشمال.
أطيح بالشيخ الأخير في عام 1967 عند تأسيس جمهورية اليمن الديمقراطية الشعبية في جنوب اليمن والمنطقة هي الآن جزء من جمهورية اليمن.

## التاريخ
كانت الضُبي واحدة من مشيخات سلطنة يافع العليا الخمس. وكانت كذلك جزءا اسميا لغرب محمية عدن، على الرغم من أن تاريخ المعاهدة غير معروف. الضُبي لم تنضم أبدا إلى اتحاد الجنوب العربي، لكنها أصبحت جزءا من محمية الجنوب العربي بين عامي 1963 و 1967.

### الحكام
حكمت آل الضُبي الشيوخ الذين يحملون لقب «شيخ مشايخ الضُبي».

#### شيوخ
- c.1750 - 1780 محمد
- c.1780 - 1810 جابر بن محمد
- c.1810 - 1840 عاطف بن جابر
- c.1840 - 1870 أحمد بن عاطف
- c.1870 - 1900 صالح بن أحمد بن عاطف بن جابر
- 1900 - 1915 محمد بن المثنى بن عاطف بن جابر
  - بالمشاركة مع `عمر بن المثنى بن عاطف بن جابر
  - 1915 - 1946 الحاكمين السابقين بالاشتراك مع سالم بن صالح بن عاطف بن جابر
- 1946 - 1967 `عبد الرحمن بن صالح

## وصلات خارجية
- Map of Arabia (1905-1923) including the states of Aden Protectorate